# 미나미정
미나미정(일본어: 美波町)은 일본 도쿠시마현 가이후군의 정이며 2006년 3월 31일에 가이후군의 히와사정, 유키정이 합병해 탄생하였다.
시코쿠 영장 중 하나인 야쿠오지에 참배하는 순례객들로 활기차고 무로토 아난 해안 국립공원으로 지정된 해안은 붉은바다거북이 산란기에 찾아온다.

## 인접한 자치체
- 아난시
- 가이후군 가이요정, 무기정
- 나카군 나카정

## 역사
- 1889년 - 정촌제 시행으로 히와사촌, 아코우치촌, 미키타촌, 아베촌이 성립하였다.
- 1907년 - 히와사촌이 정으로 승격해 히와사정이 되었다.
- 1922년 - 미키타촌이 정으로 승격해 미키타정이 되었다.
- 1955년 - 미키타정, 아베촌이 합병해 유키정이 성립하였다.
- 1956년 - 히와사정, 아코우치촌이 합병해 히와사정이 되었다.
- 2006년 3월 31일 - 가이후군의 히와사정, 유키정이 합병해 탄생하였다.

## 교통

### 철도
- 시코쿠 여객철도 무기선

### 도로
- 국도 55호선

## 자매 도시
- 일본 가가와현 미토요시
- 일본 오키나와현 구니가미군 온나촌
- 오스트레일리아 케언즈